# يوليا زاريبوفا
يوليا ميخائيلوفنا زاريبوفا (الروسية: Юлия Михайловна Зарипова، née Ivanova ؛ من مواليد 26 أبريل 1986 في سفيتلي يار ، فولغوغراد أوبلاست) عداءة روسية متوسطة المسافة متخصصة في سباق 3000 متر حواجز.

## مسيررتها
جاءت أول ميداليات قارية لزياريبوفا في بطولة أوروبا الأوروبية للعام 2008 ، حيث فازت بالميدالية البرونزية وميدالية الفريق الفضي مع روسيا في سباق النساء تحت 23 عامًا. في العام التالي أصبحت البطل الروسي الداخلي في سباق 3000 متر وشاركت في سباق 3000 متر سيدات في بطولة أوروبا لألعاب القوى الأوروبية 2009 ، وحصلت على المركز السابع.

## روابط خارجية
- يوليا زاريبوفا على موقع الاتحاد الدولي لألعاب القوى (الإنجليزية)
- يوليا زاريبوفا على موقع الدوري الماسي (الإنجليزية)
- يوليا زاريبوفا على موقع اللجنة الأولمبية الدولية (الإنجليزية)
- يوليا زاريبوفا على موقع أوليمبيديا (الإنجليزية)